# Unione Sportiva Frattese 1981-1982
Questa voce raccoglie le informazioni riguardanti l'Unione Sportiva Frattese nelle competizioni ufficiali della stagione 1981-1982.

## Rosa
| N. |                   | Ruolo | Calciatore                 |
| -- | ----------------- | ----- | -------------------------- |
|    | Italia (bandiera) | D     | Salvatore Albano           |
|    | Italia (bandiera) | A     | Antonio Antezza            |
|    | Italia (bandiera) | D     | Vincenzo Attrice           |
|    | Italia (bandiera) | A     | Gioacchino Bacchiocchi     |
|    | Italia (bandiera) | C     | Federico Cangiano          |
|    | Italia (bandiera) | P     | Vincenzo Capasso           |
|    | Italia (bandiera) | C     | Donato Cellucci            |
|    | Italia (bandiera) | C     | Raffaele Cipollaro         |
|    | Italia (bandiera) | C     | Luciano D'Agostino         |
|    | Italia (bandiera) | D     | Marco De Simone            |
|    | Italia (bandiera) | P     | Vincenzo Esposito Di Palma |
|    | Italia (bandiera) |       | Facciorusso                |

| N. |                   | Ruolo | Calciatore             |
| -- | ----------------- | ----- | ---------------------- |
|    | Italia (bandiera) | D     | Gianni Furlano         |
|    | Italia (bandiera) | P     | Sossio Giuliano        |
|    | Italia (bandiera) | C     | Enrico Marini          |
|    | Italia (bandiera) | D     | Mauro Marconi          |
|    | Italia (bandiera) | C     | Antonio Marrazzo (I)   |
|    | Italia (bandiera) | C     | Pasquale Marrazzo (II) |
|    | Italia (bandiera) | D     | Luigi Massa            |
|    | Italia (bandiera) | C     | Piero Parisella        |
|    | Italia (bandiera) |       | Perilli                |
|    | Italia (bandiera) |       | Siciliano              |
|    | Italia (bandiera) | C     | Riccardo Virgilio      |
|    | Italia (bandiera) | C     | Alessandro Zaccolo     |